# San Cebrián de Castro
Pour les articles homonymes, voir San Cebrián.
San Cebrián de Castro est une municipalité espagnole de la communauté autonome de Castille-et-León et de la province de Zamora. En 2021, elle compte 237 habitants.